# 兰开斯特的伊丽莎白
兰开斯特的伊丽莎白（Elizabeth of Lancaster，1363年2月21日—1426年11月24日）是第一代兰开斯特公爵冈特的约翰和他的第一任妻子兰开斯特的布兰奇的第三个孩子。伊丽莎白于1378年被授予嘉德勋章。

## 个人生活
伊丽莎白出生在什罗普郡的伯福德。 在童年时期，她在凯瑟琳·斯温福德(Katherine Swynford) 的照料中长大。与不苟言笑的姐姐相比，她从小就是一个任性而活泼的女子。

## 婚姻

### 第一次婚姻
1380年6月24日，她在凯尼尔沃思城堡与第三代彭布罗克伯爵约翰黑斯廷斯结婚。当时她十七岁，而新郎只有八岁。婚后她住在一个符合她身份的庄园里。然而，六年后，伊丽莎白和年轻的黑斯廷斯之间的婚姻宣告无效。

### 第二次婚姻
到23岁时，伊丽莎白已经厌倦了她14岁的丈夫。据说她曾被她的表弟理查二世同父异母的兄弟约翰·霍兰德勾引，并导致她怀孕。这不堪启齿的事迫使她的父亲取消了她和黑斯廷斯的婚姻，并于1386年6月24日在普利茅斯匆忙与霍兰德完婚。父亲对她很宽容，也对新女婿也很宠爱，这就是霍兰德的魅力所在。

### 第三次婚姻
霍兰德，现在已经拥有埃克塞特公爵的头衔，于1400年因在主显节起义期间密谋推翻他的表弟，伊丽莎白的弟弟英格兰的亨利四世而被处决，当时亨利四世篡夺了理查二世的王位。同年，伊丽莎白和约翰康沃尔爵士、第一代范霍普和米尔布鲁克男爵完婚。她与约翰爵士的婚姻引起了一些丑闻，因为约翰爵士并未向她的兄弟征求与伊丽莎白结婚的许可。这导致约翰爵士被捕。然而，据说这段婚姻是幸福而充满爱的，他们继续育有两个孩子，康斯坦斯和约翰。
伊丽莎白于1426年去世，葬于什罗普郡伯福德的圣玛丽教堂。

## 孩子
她与约翰·霍兰德育有六个孩子：
1. 理查德·霍兰德，第二代亨廷顿伯爵（卒于1400年9月3日），长子和继承人，他只比他的父亲多活了7个月
2. 康斯坦斯·霍兰 (1387–1437)，她与第四代诺福克伯爵托马斯·莫布雷和约翰·格雷爵士结婚，有子嗣。
3. 伊丽莎白·霍兰德（约1389年–1449年11月18日）；她与罗杰·费因斯爵士结婚并育有子嗣。
4. 爱丽丝·霍兰德(约1392年–约1406年) 与第十一代牛津伯爵 Richard de Vere结婚；没有孩子。
5. 约翰·霍兰德，第二代埃克塞特公爵(1395–1447)；有子嗣。
6. 爱德华·霍兰爵士 (1399–1413)；无子。

她与约翰康沃尔，第一代范霍普和米尔布鲁克男爵育有两个孩子：
1. 康斯坦斯·康沃尔（约1401年–约1427年）与第十四代阿伦德尔伯爵约翰·菲查兰结婚，但没有任何孩子。
2. 约翰·康沃尔爵士（约1404年-1422年5月2日）在莫城围城战中，他在他的父亲面前被敌人击中头部而亡。[6]他没有孩子。

## 延伸閲讀
- 牛津国家传记词典（在线资源）2004-2007。 （印刷版：牛津国民传记词典: 与英国学院联合：从最早到 2000 年/由 HCG Matthew 和 Brian Harrison 编辑。 ) 安东尼·古德曼 (Anthony Goodman) 关于“兰开斯特的伊丽莎白”的文章。